# Harald Bergmann
H.M. (Harald) Bergmann (Rotterdam, 23 september 1965) is een Nederlandse VVD-politicus en bestuurder. Sinds 13 maart 2024 is hij burgemeester van Schiedam. Eerder was hij burgemeester van Albrandswaard (2005–2012) en van Middelburg (2012–2024).

## Biografie
Na de TooropMavo, het Sint-Laurenscollege, het Luzac en een studie Nederlands Recht - Internationaal aan de Universiteit Leiden bekleedde Bergmann verschillende functies in het bedrijfsleven en bij de gemeente Rotterdam. Na de verkiezingen van 2002 maakte hij de overstap naar de politiek. Bergmann werd voorzitter van het dagelijks bestuur van de Centrumraad van de Rotterdamse deelgemeente Stadscentrum. Hier was hij verantwoordelijk voor onder andere veiligheid, financiën en communicatie.

### Burgemeester Albrandswaard
Op 1 november 2005 werd Bergmann burgemeester van de Zuid-Hollandse gemeente Albrandswaard. Hij zette zich hier onder meer in voor de overgang van de gemeentelijke brandweer naar de Veiligheidsregio Rotterdam-Rijnmond. Hiernaast nam hij zitting in verschillende besturen, waaronder het Regionaal College Rotterdam-Rijnmond, de Veiligheidsregio Rotterdam-Rijnmond, het Natuur- en Recreatieschap IJsselmonde, HALT, de Stichting Distripark Eemhaven en de Stichting Het Kasteel van Rhoon. Na bijna zeven jaar nam hij op 20 augustus 2012 afscheid van de gemeente Albrandswaard.

### Burgemeester Middelburg
Op 27 juni 2012 werd Bergmann voorgedragen als burgemeester van Middelburg, waar hij op 27 augustus 2012 werd geïnstalleerd. Op 22 januari 2018 werd Bergmann door de gemeenteraad van Middelburg voorgedragen voor herbenoeming. Per juli 2021 is hij benoemd als lid van de Nederlandse Unesco Commissie. Op 9 november 2023 liet Bergmann weten niet beschikbaar te zijn voor een herbenoeming als burgemeester van Middelburg in augustus 2024.

### Burgemeester Schiedam
Op 18 december 2023 werd Bergmann door de gemeenteraad van Schiedam voorgedragen als nieuwe burgemeester. Op 9 februari 2024 heeft de ministerraad besloten hem voor te dragen voor benoeming met ingang van 13 maart van dat jaar als burgemeester van Schiedam. Op die dag werd hij ook geïnstalleerd.

## Persoonlijk

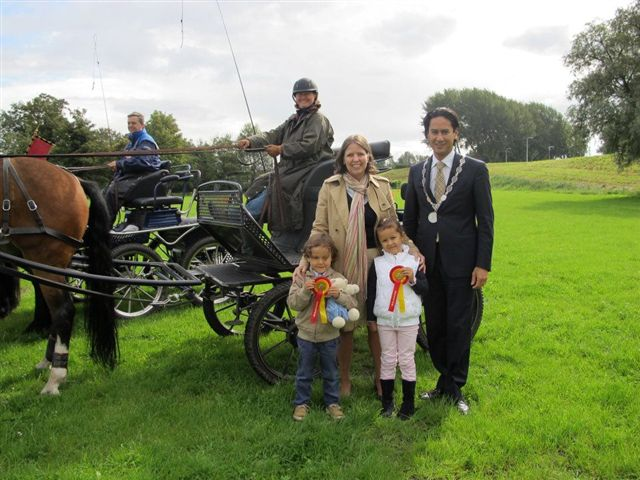
Met zijn toenmalige echtgenote op 18 september 2011.

Bergmann is in 2021 gescheiden en kreeg met zijn voormalige echtgenote een dochter en een zoon.